# 联合国安全理事会第2334号决议
联合国安全理事会第2334号决议根据联合国宪章第六章关注自1967年以来，以色列占领的东耶路撒冷等巴勒斯坦领土（以色列把这些领土设为定居点）。该决议指出，以色列的定居活动“公然违反”国际法，并且没有法律效力。决议要求以色列马上停止这种活动并履行日内瓦第四公约中规定的占领国所負义务。
这是自2009年以来第一个通过关于以色列和巴勒斯坦的联合国安理会决议，也是自1980年的第465号决议以来第一次解决这类特殊情况的问题。该决议没有包括任何制裁或强制措施，但据以色列报纸国土报称：“在中后期可能对以色列造成严重后果，特别是定居点的企业。”雖然為正式決議，但實際上對以色列毫不具阻嚇作用，並在唐納德·特朗普2017年1月上任後，其領導的美國政府堅定支持以色列的立場，使以色列得以無視有關決議內容。
决议最终由安理会15个成员国中的14个投票支持通过；拥有一票否决权的美国选择了弃权。随后几天中，该议案受到了国际社会的欢迎。针对该决议，本雅明·內塔尼亞胡領導的以色列政府对安全理事会成员进行了一系列的外交行动，包括：召回以色列駐这些国家的大使，並召见这些国家的駐以大使、取消对这些国家的外交访问和停止对联合国的拨款，并指责美国巴拉克·奥巴马政府密谋精心策划了决议的通过（通過時間在奧巴馬卸任前一個月，此前美國一直運用否決權阻止針對以色列的議案在安理會通過）。巴勒斯坦的代表形容此决议是终结以色列占领并按照1967年边界建立巴勒斯坦国、与以色列並肩共存的一次契机。

## 背景

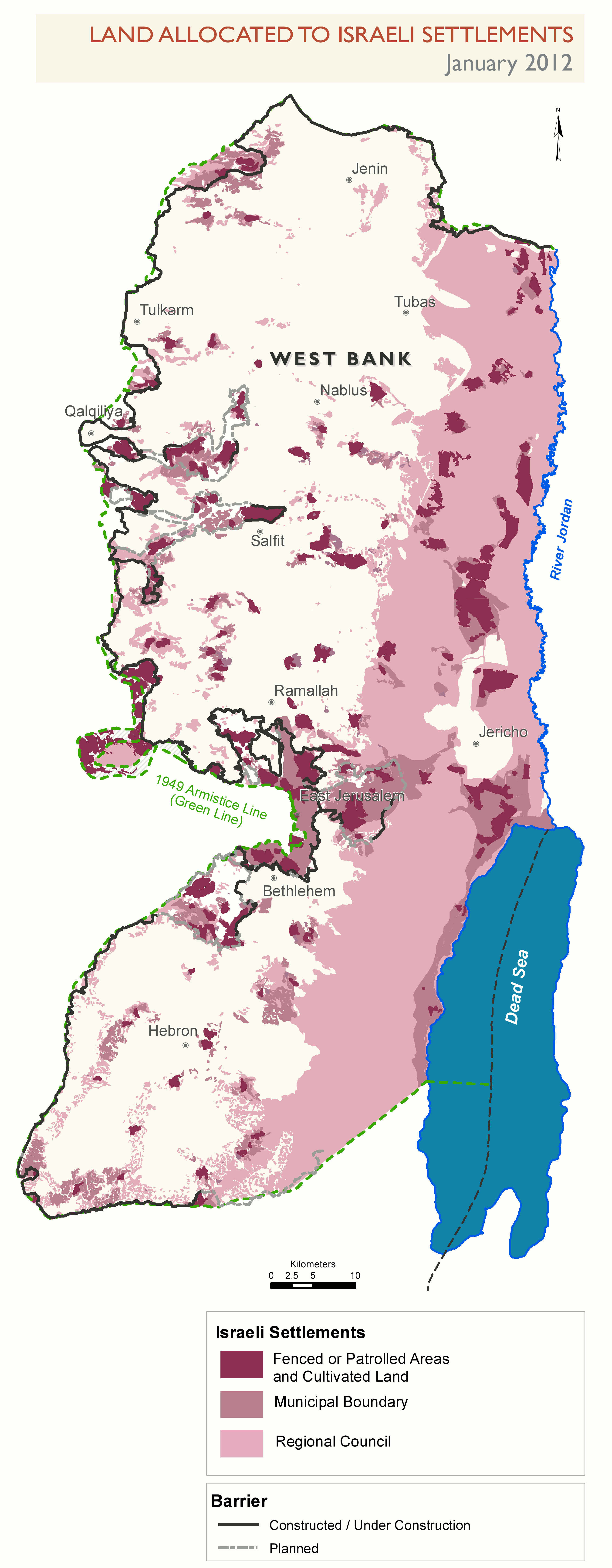
截至2012年1月，西岸的部分地区用于定居点（粉红色和紫色）

自1967年六日戰爭以来，以色列持續在其於巴勒斯坦的佔領區內建立供犹太人居住的屯墾區。本決議主要關注於以色列在約旦河西岸地區及东耶路撒冷境內的屯墾區。日内瓦第四公约認定將本國移民移居至佔領區並建立屯墾區，屬於非法行徑。本決議透過壓倒性的票數，決議譴責以色列建造定居點之行為。
2011年2月，美國歐巴馬政府動用其否決權，否決類似的協議。在歐巴馬任內，以色列屯墾區活動基本上仍有持續活躍的趨勢，人口至少增加了100,000人。2016年7月，中東問題有關四方報告聲稱有570,000名以色列人定居於屯墾區內。美國在本次決議棄權的因素可能包含對於以色列屯墾區持續活躍的不滿，及歐巴馬政府與以色列總理本雅明·内塔尼亚胡關係不睦。

## 內容
決議指出，任何改變以巴兩國領土構成的手段，包含建造及擴建屯墾區、輸入以色列屯墾者、沒收土地、拆毀房屋，以及驅離巴勒斯坦人民違反國際人道公約，即以色列身為佔領國必須遵守的日内瓦第四公约，以及過往通過的決議案。
決議同時也譴責所有侵害人民的行為，包含恐怖主義、挑釁，及破壞。《纽约时报》稱這條是針對巴勒斯坦領導人的規範，以色列長期聲稱巴勒斯坦對於其人民進行襲擊。決議內文重申支持兩國方案，並認為屯墾區政策威脅方案的可行性。
該文件也強調聯合國安理會不承认对1967年6月4日界线包括涉及耶路撒冷的界线的任何改变，但不包括各方通过谈判商定的改变；並呼籲各国在相关交往中，将1967年后占领的领土与原先的以色列领土加以区分。

## 過程
該決議草案原由埃及提出，草案基于英国法律和外交人士与巴勒斯坦共同草拟的文件，而英国被视为推动投票的关键角色。然而，12月22日，美國候任總統唐納·川普要求埃及總統阿卜杜勒-法塔赫·塞西撤回該議案。於是埃及外交官在其聲稱的「強烈壓力」下撤回了該議案。12月23日，馬來西亞、紐西蘭、塞內加爾，及委內瑞拉重新提案。尽管内塔尼亚胡向新西兰外交部长莫里·麦克卡利施压称对提案的支持将会視同对以色列的“宣战”，以色列仍未能成功令新西兰撤回提案。英国鼓励新西兰继续推动投票。在内塔尼亚胡与普京通电话后，俄罗斯驻联合国代表维塔利·丘尔金要求将投票推迟至圣诞节后，但并没有得到任何响应。
决议最终以14比0通過，其中僅有美國一國棄權，其餘國家皆贊同此案。美國常駐聯合國代表萨曼莎·鲍尔說明其棄權原因，乃因聯合國時常不公正的對待以色列，且該提議中有一些重要的問題沒有解決，因此美國未能完全贊同此案；然而該議案反映了一些存在於當地的事實，並重申目前的共識是屯墾區為非法行徑，並表達屯墾區的問題可能危及兩國方案的可行性。
美國以往在涉及以色列屯墾區議題時，一般會動用否決權進行否決，但在此議案中一反過去的態度放棄投票。

## 反應

### 以色列
決議案明顯針對以色列政府，因此尤具爭議性。以色列政府召回駐紐西蘭及駐塞內加爾大使（以色列與委內瑞拉及馬來西亞無建交），並取消塞內加爾的相關援助。以色列同時取消塞內加爾外交部長對該國的參訪，以及前述兩國其他非駐地使節的參訪計畫。以色列取消對烏克蘭總理的參訪計畫，召見美國駐以大使丹尼爾·B·夏皮洛，並譴責美國棄權的舉動，以及贊成該決議案的十個國家。
内塔尼亚胡聲稱：「聯合國昨天通過的議案，只是對以色列充滿偏見的舊世界發出的垂死之聲而已」。以色列反對黨領袖艾萨克·赫尔佐格則稱内塔尼亚胡的發言根本是對全球、美國，和歐洲宣戰，並試圖以自負來安慰群眾。
在決議案通過後的會議中，以色列駐聯合國大使丹尼·丹儂批評通過議案的各方，並聲稱這樣的決議就像是禁止法國人「在巴黎蓋房子」。以色列总理内塔尼亚胡的发言人大卫·凯斯还表示美国奥巴马总统是在幕后制定和推动了该项决议案的通过。然而，新西兰驻联合国代表傑拉德·范博希曼表示“我们在这个决议草案的拟定过程中没有与美国进行过商讨其中的内容”，并进一步指出，除了美国之外没有一个安理会成员知晓，美国会投下弃权票。
该决议通过后不久，以色列政府宣布不会遵守其中的任何条款。以色列总理本雅明·内塔尼亚胡的办公室称：“奥巴马政府不仅没有保护以色列和反对联合国中的这伙帮派，反而在幕后与他们串通一气。”他亦补充说“以色列期待与美国当选总统川普和所有在美国国会的共和党和民主党朋友合作，来否定这个荒谬的决议带来的有害影响。”。
以色列政府还担心，这项决议的通过会鼓励反猶太主義的“抵制、撤资、制裁”运动。内塔尼亚胡表示，以色列将重新评估本国与联合国的关系。
决议通过后的当天晚些时候，以色列国防部长阿维格多·利伯曼呼吁在法国的犹太人迁居回以色列。

### 巴勒斯坦
巴勒斯坦总统马哈茂德·阿巴斯称，该决议的通过并没有解决巴勒斯坦的问题，只是说了一下巴勒斯坦的问题。他补充道：“世界只说了1967年包括东耶路撒冷的巴勒斯坦领土被占领后用于定居点的行为是非法的。”
他呼吁以色列“一起坐在谈判桌上讨论我们之间所有悬而未决的问题，并以良好的意图解决它”，并说：“我们是住在这个圣地上的邻居，我们要和平。”
他還提到阿拉伯和平倡议。他指出：“你们（以色列）有你们的国家，我们也可以有我们的国家，然后我们可以和平和安全地一起生活。”他补充说，“如果你们接受这个倡议，那么就会有57个阿拉伯和伊斯兰国家承认你们。”
巴勒斯坦首席谈判员赛义卜·埃雷卡特说：“今天国际法的胜利日。也是文明语言和谈判的胜利，全面反对以色列的极端主义。国际社会告诉以色列人民，和平的道路不会通过占领来实现。而是通过和平结束占领并建立一个巴勒斯坦国与1967年的以色列国毗邻共存来实现。”

### 安理会成员国
- 中国：中国常驻联合国副代表吴海涛称欢迎该决议案的通过，希望双方履行义务并保持冷静和克制，通过和平谈判解决问题，并说这反映了国际社会的共同愿望。[34]
- 法國：法国常驻联合国代表弗朗索瓦·德拉特称该决议的通过是“一个重要的历史性事件”，并指出这是第一次安理会以非常清楚的方式，指出定居点活动破坏两国并存的解决方案。[35]自1980以来，安理会没有就以色列定居点问题通过任何决议。[4]
- 新西兰：外交部长穆雷·麦卡利（英语：Murray McCully）说：「我们已经十分清楚地表达了我们的观点，即联合国安理会应该做更多的工作来支持中东和平进程。今天通过的决议符合我们对巴勒斯坦问题长期以来的政策”“今天的投票结果不应该让任何人感到惊讶，我们将继续在这个议题上与各方合作”。[36][37]
- 俄羅斯：俄罗斯联邦常驻联合国副代表解释说：“俄罗斯联邦在巴勒斯坦领土问题上投了赞成票，因为该决议是基于国际社会，并已多次重申的普遍看法，即以色列定居点计划是非法的......我们的经验说明了，以巴两国解决其冲突只能通过不带任何先决条件的巴勒斯坦和以色列之间的直接谈判”。[38]
- 塞内加尔：塞内加尔外交部表示，其将“稳步支持公平公正地解决巴以争端中的问题”。[39]
- 西班牙：西班牙常驻联合国代表兼安理会轮值主席奥亚尔顺·马切西表示，他的国家的总统支持该项决议；他指出，西班牙一直以来都认定以色列的定居点是非法的，他亦表示这项决议与西班牙的立场一致。[34]
- 英国：英國常駐聯合國代表馬修·里克羅夫特（英语：Matthew Rycroft）对决议表示欢迎，并表示他对解决两国问题方案的信念的“明确强化”，即以色列的定居点扩张“侵蚀了中东持久和平的可能性”，“定居点扩张是非法的”[40][41]。为了回应约翰·克里的讲话，英國首相文翠珊的发言人指责克里专注于以色列定居点的单一问题，而不是整个巴以冲突，并说“我们..不相信，谈判和平的方式居然只是关注一个问题。在巴勒斯坦人和以色列人之间的矛盾激化的很厉害的情况下建立定居点。”发言人继续回应克里关于内塔尼亚胡政府组成的声明：“我们不认为攻击盟国的民主选举政府的行为是适当的。”[42]
- 美国：美国国务卿约翰·克里表示美国不能“阻碍这项决议的通过。决议明确指出，双方必须现在采取行动以保持和平的可能性”，并指出决议“正当地谴责定居点的暴力、煽动活动”[43]。在随后的发布会中，他说以色列内塔尼亚胡政府的运作含有“极端主义”。其政府的政策是“只有一种人的国家”（犹太人國家），也就是以色列的人只可能是兩國方案或者一國方案——只能二存一[44][45]。克里还说，和平协议必须以1967年的政策为基础，“所有公民必须享有平等权利，非法占领必须结束，巴勒斯坦难民问题必须解决，耶路撒冷必须是两国首都”。他还说，安全理事会的决议“重申一直是国际上关于定居点问题广泛一致的意见”，“如果美国妨碍这项决议的通过，那么美国将会进一步颁发不受国际法约束的定居点建设的许可，所以说，我们基本上不允许这个情况的发生。”[46]

在决议案通过后不久，屬共和黨的美国候任总统唐纳德·川普在Twitter上推文“对于联合国，事情将在明年1月20日后有所不同。”后来他补充说：“我们不能让以色列受到这么轻蔑以及不尊重的对待，他们曾经有美国这么个好朋友，但...现在不是了。灾难的开头就是糟透了的伊朗协议，现在又来了这个！坚强点，以色列，1月20日就要来了！”。这次决议草案的表决中美国罕有的未使用否决权而投下了弃权票，在过去美国曾经使用多达42次否决权以挡下有关谴责以色列的决议草案，最近的一次是2011年。针对此次美国投下弃权票，屬共和黨的众议院议长保羅·萊恩说，这“绝对可耻”，也稱其為“对和平的打击”。屬民主黨的参议院少数党领袖查克·舒默说，这“令人非常沮丧、失望和困惑”，因为奥巴马政府未有否决该项决议案。
- 委內瑞拉：委内瑞拉常驻联合国代表称决议的通过是历史性的。[50]
- 乌克兰：乌克兰驻联合国代表弗拉基米尔·叶利琴科比较西耶路撒冷的以色列定居点问题和俄罗斯占领克里米亚之间的差别[51][52]。乌克兰外交部表示，该决议的案文是和谐的：以色列废除定居点，巴勒斯坦人将采取措施协助以色列打击恐怖主义。[53]

### 其他国家
- ：（澳大利亚是少数几个支持以色列的国家，这意味着如果它为安理会成员国（非常任理事國），它极有可能会投下反对票）。外交部长毕晓普说：“在联合国的投票中，澳大利亚政府一贯不支持对以色列通过片面的决议”。毕晓普的言论代表了澳大利亚政府，使得其与美国总统奥巴马及美国国务卿克里保持距离。[54]
- 比利时：外交大臣兼副首相迪迪埃·雷恩代尔（英语：Didier Reynders）表示欢迎该决议得到通过，指出“比利时完全赞同国际社会在这一决议中表达的立场。以色列所占领土上的定居点政策是非法的，它持续的严重危害以两国方案解决的可能性。”[55]
- 德国：德国外交部长兼欧安组织轮值主席弗兰克-瓦尔特·施泰因迈尔欢迎该项决议，称这证实了长久以来德国政府的立场，指出以色列占领领土上的定居点活动是两国解决方案的障碍。[56]
- 伊朗：伊朗外交部发言人巴蘭·卡西米（Bahram Qassemi）欢迎该项决议，并要求“国际社会特别是联合国”，采取“在该问题出现的七十年后，进行有效的基本步骤。”[57]
- 挪威：外交大臣博格·布兰德（英语：Børge Brende）表示欢迎，称这是巴以冲突解决的基础。他说：“重要的在于，以色列必须遵守这项决议，因为定居点违反国际法。”[58]
- 瑞典：外交大臣兼副首相瑪戈特·瓦爾斯特倫欢迎这项决议，并说这证实了瑞典以及欧盟对以色列在其占领的西岸地区继续进行定居点活动的立场。[59]
- 土耳其：土耳其外交部在一份声明中欢迎决议的通过，并敦促以色列遵守安理会的决议，停止在占领领土上的定居点活动。[60]

### 非国家、政府
国际人权组织
國際特赦組織表示“决定最终通过一项决议，以谴责以色列非法定居点是值得欢迎的一步”“该决议包括一个关键性要求，即以色列当局立即停止在巴勒斯坦被占领土的所有定居点活动。这些活动公然违反了国际人道主义法，并根据国际刑事法院罗马规约，构成了战争罪。我们也欢迎决议承认以色列定居点非法。”，国际特赦组织并认为“安理会现在必须确保这项决议得到尊重。”
国内反应
美国
美国组织J街称“该项决议符合美国两党长期以来的政策，包括对巴以两国解决方案的支持，明确反对不负责任、破坏的行为，包括巴勒斯坦煽动恐怖活动或以色列的定居点扩张及对当地家庭的强拆。”

## 影响

### 定居点
据以色列国土报报道，决议的结果对定居点短期内没有实际的影响。日内瓦第四公约的生效已经使世界各国在一场战争中获得的领土上迁移人口和建立定居点的行为是非法的，而且绝大多数国家已经认为以色列建立在巴勒斯坦的定居点是非法的。此外，决议并不要求对以色列采取制裁或者任何强制措施。然而，在中期或长期看来，决议结果可能影响海牙国际刑事法院处理针对以色列的诉讼，并可能为各国和个别组织对定居点实施制裁提供理由。根据Ynet网站报道，该决议结果使得国际刑事法院有可能对参与定居点活动的以色列和以色列官员以及以色列公民提出诉讼，国际刑事法院的行动以便联合国和个别国家对以色列实行制裁。

### 外交
以色列政府称，他们正在考虑用一系列的外交和经济手段来报复赞同这项决议的国家。拟议的措施包括向五大联合国机构削减资金、阻止前述机构的雇员的工作签证、驱逐聯合國近東巴勒斯坦難民救濟和工程處（UNRWA）发言人克里斯·根納斯、取消以色列对塞内加尔的援助（此援助旨在减轻塞内加尔地区的贫困）和取消乌克兰总理弗拉基米尔·格罗伊斯曼对以色列的定期访问。